# Дала-Йерна
 Тази статия е за града в община Вансбру.  За града в община Сьодертеле вижте Йерна.  
Дала-Йерна (на шведски: Dala-Järna, също Йерна) е малък град в централна Швеция, лен Даларна, община Вансбру. Разположен е около река Вестердалелвен. Намира се на около 210 km на северозапад от столицата Стокхолм и на около 60 km на югозапад от Фалун. Има жп гара и летище. Населението на града е 1714 жители, по приблизителна оценка от декември 2017 г.